# Gesetz über Titel, Orden und Ehrenzeichen

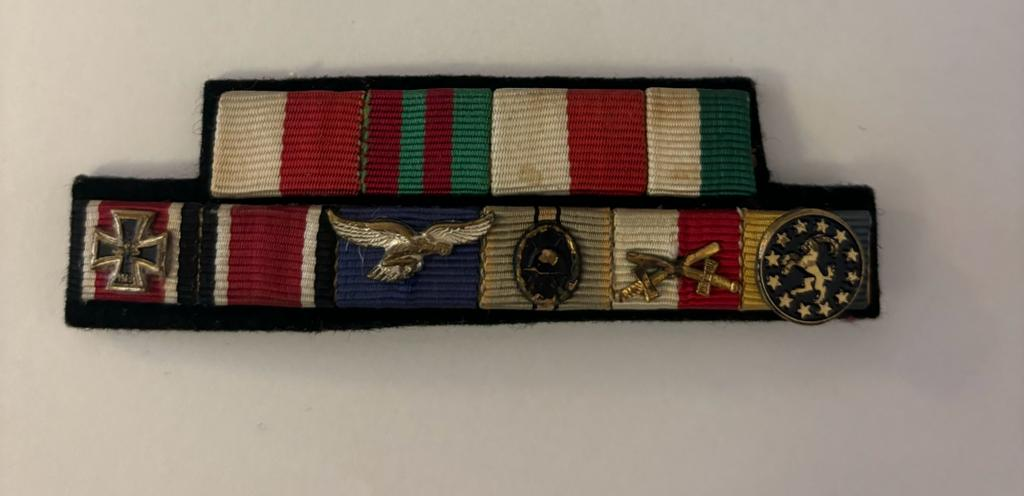
Bandspange in der 1957er Version

Mit dem Gesetz über Titel, Orden und Ehrenzeichen vom 26. Juli 1957 wurden zunächst in der Bundesrepublik Deutschland die bis dahin gem. Art. 123 GG fortgeltenden Ordensgesetze aus der Zeit des Nationalsozialismus aufgehoben. Das Gesetz sollte einerseits die Frage klären, welche vor dem 8. Mai 1945 verliehenen Auszeichnungen in der Bundesrepublik Deutschland getragen werden dürfen, insbesondere solche aus der NS-Zeit, andererseits regeln, welche Auszeichnungen verliehen werden.
Das Gesetz gilt seit der Deutschen Wiedervereinigung als Bundesrecht deutschlandweit. Die DDR erließ zuletzt am 7. April 1977 ein Gesetz über die Stiftung und Verleihung staatlicher Auszeichnungen, das heute als Landesrecht fortgilt, soweit es dem ordre public nicht entgegensteht und nicht durch Landesgesetz aufgehoben oder geändert wurde.

## Geschichte
Nach Art. 109 der Weimarer Reichsverfassung von 1919 durften Titel nur als Amts- und Berufsbezeichnungen, Orden und Ehrenzeichen überhaupt nicht vergeben werden.
Nach der ideologischen Aufblähung des Ordenswesens in der Zeit des Nationalsozialismus untersagte das Gesetz des Alliierten Kontrollrats vom 30. November 1945 (Art. IV) die Verleihung, die Annahme und das Tragen von militärischen und zivilen Orden, Ehrenzeichen und Auszeichnungen jeder Art. Obwohl die Vorschrift knapp vier Jahre später aufgehoben wurde, war bei der Gründung der Bundesrepublik die Neigung, erneut Staatsorden einzuführen, gering. 1951 wurde der Verdienstorden der Bundesrepublik Deutschland geschaffen.
Gleiches galt ab 1949 in der DDR: Die Verfassung der DDR vom 7. Oktober 1949 sah militaristische Propaganda als Verbrechen an, womit auch unabhängig von den Besatzungsrechten der Sowjetunion (die erst 1953 aufgehoben wurden) es sich verbot, frühere Orden und Ehrenzeichen zu zeigen oder öffentlich zu verbreiten. Die DDR erließ am 21. April 1954 ein eigenes Gesetz über die Würdigung hervorragender Leistungen durch Verleihung staatlicher Auszeichnungen und ein Gesetz über die Stiftung des Vaterländischen Verdienstordens. 1958 folgte das Gesetz über die Aufhebung von gesetzlichen Bestimmungen auf dem Gebiet der staatlichen Auszeichnungen. Staatliche Auszeichnungen wurden fortan durch Verordnung geregelt, bis am 7. April 1977 das Gesetz über die Stiftung und Verleihung staatlicher Auszeichnungen erlassen wurde. Auf dessen Grundlage wurden weit über 8000 staatliche und gesellschaftliche Auszeichnungen geschaffen.
Das Gesetz über Titel, Orden und Ehrenzeichen gilt seit 3. Oktober 1990 bundesweit, wobei der Einigungsvertrag (Anl. 1 Kap. 11 Sachgeb. A Abschn. 11 Nr. 2 (Amtl. Anm.) EinigungsV) bestimmt: „Von der Deutschen Demokratischen Republik verliehene Auszeichnungen können weitergeführt oder getragen werden, es sei denn, daß dadurch der ordre public der Bundesrepublik Deutschland verletzt wird. Das gleiche gilt für die von der Deutschen Demokratischen Republik zur Annahme genehmigten ausländischen Auszeichnungen.“

## Grundsätze
Durch das Gesetz wurden folgende Grundsatzentscheidungen getroffen:
- Sowohl Bund als auch Länder können Titel, Orden und Ehrenzeichen (im Folgenden immer kurz: Orden) verleihen.
- Der Bundespräsident kann selbst Orden stiften oder bereits bestehende Ehrenzeichen (z. B. im Bereich des Sportes) quasi amtlich anerkennen.
- Rechtskräftig verurteilten Straftätern werden in der Regel Orden und Ehrenzeichen wieder aberkannt.
- Deutsche dürfen ausländische Orden nur nach ausdrücklicher Genehmigung durch den Bundespräsidenten annehmen.
- Orden dürfen nur vom Ausgezeichneten persönlich getragen werden; die Abzeichen verbleiben aber in der Regel nach dem Tod im Besitz der Erben.
- Das unbefugte Tragen von inländischen und ausländischen Orden und Ehrenzeichen sowie das Tragen von Auszeichnungen mit nationalsozialistischen Emblemen kann als Ordnungswidrigkeit mit einer Geldbuße geahndet werden.

## Vorschriften für früher verliehene Orden und Ehrenzeichen
- Orden aus der Zeit vor 1933 dürfen vom Träger weiter getragen werden.
- Orden aus der Zeit zwischen 1933 und 1945 dürfen nur ohne die nationalsozialistischen Embleme (Hakenkreuz, SS-Rune etc.) getragen werden, und zwar:
  - die zivilen Orden (z. B. Feuerwehr- oder Grubenwehr-Auszeichnungen) ohne Einschränkungen;
  - von den militärischen Auszeichnungen (aus dem Ersten und Zweiten Weltkrieg), auch von ehemals verbündeten Staaten verliehene Orden, nur diejenigen, die im Gesetz ausdrücklich aufgelistet werden. Dazu gehören: Das Eiserne Kreuz, der Schlesische Adler, das Baltenkreuz, das Verwundetenabzeichen, das Luftschutzabzeichen, die staatlichen Dienst- und Diensttreueabzeichen sowie die übrigen Tätigkeits- und Leistungsabzeichen.
- Orden mit nationalsozialistischen Emblemen dürfen nicht getragen werden. Sie dürfen weder hergestellt noch angeboten, feilgehalten, verkauft oder sonst in Verkehr gebracht werden. (OrdenG § 6 Abs. 2)
- Für die geänderten Fassungen der Orden aus der Zeit zwischen 1933 und 1945 wurden vom Bundesinnenminister ausführliche Bestimmungen erlassen, in denen sämtliche Orden, deren Aussehen für das öffentliche Tragen geändert werden muss, abgebildet sind.[9]

## Ehrensold
Die Bundesregierung übernahm 1957 nur die Ehrensoldverpflichtungen aus dem Ersten Weltkrieg. Dies umfasste namentlich folgende höchste Kriegsauszeichnungen:
- Königreich Preußen
  - Pour le Mérite
  - Goldenes Militärverdienstkreuz
  - Kreuz der Inhaber des Hausordens von Hohenzollern mit Schwertern
- Königreich Bayern
  - Militär-Max-Joseph-Orden
  - Militär-Sanitäts-Orden
  - Tapferkeitsmedaille
- Königreich Sachsen
  - Militär-St. Heinrichs-Orden
  - Goldene Militär-St. Heinrichs-Medaille
- Königreich Württemberg
  - Militärverdienstorden
  - Goldene Militärverdienstmedaille
- Großherzogtum Baden
  - Militär-Karl-Friedrich-Verdienstorden
  - Karl Friedrich-Militär-Verdienst-Medaille
- Österreich
  - Maria-Theresia-Orden
  - Goldene Tapferkeitsmedaille

Mit dem Rechtsbereinigungsgesetz vom 19. Februar 2006 wurde diese Regelung (§ 11 OrdenG a. F.) aufgehoben.

## Trageweise und Rangfolge
Orden und Ehrenzeichen werden auf der linken Brustseite von rechts nach links in folgender Reihenfolge angebracht:
1. Verdienstorden der Bundesrepublik Deutschland („Bundesverdienstkreuz“),
2. Rettungsmedaille am Bande,
3. Eisernes Kreuz 1914,
4. Eisernes Kreuz 1939,
5. Orden und Ehrenzeichen für Verdienste im Ersten Weltkrieg in der Reihenfolge ihrer Verleihung,
6. Ehrenkreuz des Ersten Weltkrieges,
7. Kriegsverdienstkreuz 1939,
8. sonstige Auszeichnungen für Verdienste im Zweiten Weltkrieg in der Reihenfolge ihrer Verleihung,
9. weitere deutsche Auszeichnungen in der Reihenfolge ihrer Verleihung,
10. staatlich genehmigte Auszeichnungen in der Reihenfolge ihrer Verleihung,
11. ausländische Auszeichnungen in der Reihenfolge ihres Klassenverhältnisses.

## Orden und Ehrenzeichen des Bundes

### Vom Bundespräsidenten gestiftete Orden und Ehrenzeichen
- Verdienstorden der Bundesrepublik Deutschland („Bundesverdienstkreuz“)
- Eichendorff-Plakette[11]
- Grubenwehr-Ehrenzeichen in Silber und Gold[11][12]
- Pro-Musica-Plakette[11]
- Silbermedaille für den Behindertensport[11]
- Silbernes Lorbeerblatt[13]
- Sportplakette[11]
- Zelter-Plakette[11]

### Vom Bundespräsidenten genehmigte Ehrenzeichen
- Orden Pour le Mérite für Wissenschaft und Künste[14]
- Ehrenzeichen des Deutschen Roten Kreuzes[14]
- Deutsches Feuerwehr-Ehrenkreuz[14]
- Medaille für Rettung aus Seenot der Deutschen Gesellschaft zur Rettung Schiffbrüchiger[14]
- Ehrenzeichen der Deutschen Verkehrswacht[14]
- Ehrenzeichen des Johanniterordens
- Goethe-Medaille
- Ehrenzeichen des Technischen Hilfswerks
- Ehrenzeichen der Bundeswehr
  - Ehrenmedaille der Bundeswehr
  - Ehrenkreuz der Bundeswehr
  - Ehrenkreuz der Bundeswehr für Tapferkeit
- Einsatzmedaille der Bundeswehr
- Einsatzmedaille Fluthilfe 2002 des BMI / BMVg zum Elbehochwasser 2002
- Einsatzmedaille Fluthilfe 2013 des BMI / BMVg zum Elbehochwasser 2013
- Einsatzmedaille Fluthilfe 2021 des BMI / BMVg zum Hochwasser in West- und Mitteleuropa 2021
- Einsatzmedaille der Stufe „Gefecht“

### Vom Bundespräsidenten anerkannte Auszeichnungen für sportliche Leistungen
- Deutsche Sportabzeichen[14]
- Deutsches Rettungsschwimmabzeichen der Deutschen Lebens-Rettungs-Gesellschaft
- Deutsches Rettungsschwimmabzeichen des Deutschen Roten Kreuzes
- Deutsches Rettungsschwimmabzeichen (Gold und Silber) des Arbeiter-Samariter-Bundes (BGBl. I S. 1619)

## Konkretisierung
Der Bundespräsident hat mit Erlass vom 18. Dezember 1997 (BGBl. I S. 3438) bekannt gemacht, unter welchen Voraussetzungen Annahme- und Tragegenehmigungen für bestimmte Orden und Ehrenzeichen erteilt werden. Diese Liste der ausländischen Orden und Ehrenzeichen mit erteilter deutscher Annahmegenehmigung ist nicht mehr gültig.

## Titel
§ 2 des Gesetzes über Titel, Orden und Ehrenzeichen berechtigt den Bundespräsidenten, nach Maßgabe eines Gesetzes Titel zu vergeben. Da bisher kein entsprechendes Gesetz erlassen wurde, werden auf Bundesebene keine Titel verliehen.